# Ribamontán al Monte
Ribamontán al Monte är en kommun i Spanien. Den ligger i den autonoma regionen Kantabrien i norra delen av landet, 300 km norr om huvudstaden Madrid. Antalet invånare är 2 538 (2024). Arean är 42,30 kvadratkilometer.